# Felix Kroos
Felix Kroos (Greifswald, 1991. március 12-én –) német labdarúgó, jelenleg az Eintracht Braunschweig középpályása.

## Pályafutása

### Hansa Rostock
Kroos 1997-ben Greifswalder SC-ben kezdte pályafutását, és 2002 nyarán az FC Hansa Rostock-nál folytatta.2009. január 28-án a Német kupa 3. fordulójában mutatkozott be a VfL Wolfsburg ellen.

### Werder Bremen
2010. június 15-én három évre aláírt a Werder Bremen csapatához, 2010. június 15-én. 2010. november 24-én Kroos debütált új klubjában a Bajnokok Ligájában a Tottenham Hotspur ellen.

## Statisztika
| Teljesítmény klubjában | Teljesítmény klubjában | Teljesítmény klubjában | Bajnokság | Bajnokság | Kupa      | Kupa      | Nemzetközi | Nemzetközi | Összesen | Összesen |
| Szezon                 | Klub                   | Bajnokság              | Mérk.     | Gól       | Mérk.     | Gól       | Mérk.      | Gól        | Mérk.    | Gól      |
| Németország            | Németország            | Németország            | Bajnokság | Bajnokság | DFB-Pokal | DFB-Pokal | Európa     | Európa     | Összesen | Összesen |
| ---------------------- | ---------------------- | ---------------------- | --------- | --------- | --------- | --------- | ---------- | ---------- | -------- | -------- |
| 2008–09                | Hansa Rostock II       | Regionalliga Nord      | 8         | 1         | -         | -         | -          | -          | 8        | 1        |
| 2008–09                | Hansa Rostock          | 2. Bundesliga          | 16        | 0         | 1         | 0         | -          | -          | 17       | 0        |
| 2009–10                | Hansa Rostock II       | Regionalliga Nord      | 18        | 3         | -         | -         | -          | -          | 18       | 3        |
| 2009–10                | Hansa Rostock          | 2. Bundesliga          | 11        | 0         | 0         | 0         | -          | -          | 11       | 0        |
| 2010–11                | Werder Bremen II       | 3rd Liga               | 11        | 4         | -         | -         | -          | -          | 11       | 4        |
| 2010–11                | Werder Bremen          | Bundesliga             | 5         | 0         | 0         | 0         | 1          | 0          | 6        | 0        |
| Összesen               |                        |                        | 69        | 8         | 1         | 0         | 1          | 0          | 71       | 8        |

## Személyes
Bátyja, Toni Kroos a Real Madrid és a német labdarúgó-válogatott játékosa.

## Külső hivatkozások
- statisztikája a Fussballdaten.de (németül)
- Felix Kroos portré